# ОШ „Бранко Радичевић” Бивоље
Основна школа „Бранко Радичевић“, основана 1892. године, налази се у Крушевцу, у насељу Бивоље. 

## Историјат
Постојање основне школе „Бранко Радичевић“ везује се за 20. септембар 1892. када суд Општине бивољске на челу са својим председником Станојем Китановићем одлучује да уступи општинску кућу како би се у њој отворила школа. Народна школа у Бивољу је те године уписала 100 ђака, а Станоје Китановић постаје први председник Школског одбора новоосноване школе.

## Почетак развоја школе
После Другог светског рата школа почиње са радом под новим, сасвим измењеним друштвено-економским и политичким условима. Тада су се изучавали следећи предмети: српски језик, историја, земљопис, рачун, природа и привреда, ручни рад, цртање, писање, певање и телесне вежбе.
Школа у Бивољу дуго после рата није имала статус градске, крушевачке школе, иако ни у каквом погледу није заостајала за осталим школама у граду. Школске 1950/51. одлуком Министарства просвете до тада четвороразредна школа постаје осмогодишња, па је почетком ове школске године извршен упис ученика у 5. разред. Школа тада почиње да ради по наставном плану и програму јединственом за основну школу у осмогодишњем трајању. Те године почиње први пут да се изучава један страни језик, и школа се одлучила за француски. Значајан период везан је за школску 1957/58. годину, када школа постаје матична за четворогодишње школе у Дедини и Макрешану.
Име великог песника Бранка Радичевића школа у Бивољу почиње да носи 1959. године. На старој школској згради у улици Мићуна Павловића (касније зграда „Кристала“) још увек стоји утиснут рељеф лика овог великог српског песника, рад крушевачког вајара Миливоја Мићића.

## Стогодишњица
Поводом прославе стогодишњице постојања и рада школе 1996. године штампана је монографија школе под називом „Корак у други век". Књига је замишљена као документ који треба да отме од заборава део просветне и културне прошлости и места у коме се школа налази. Аутори прилога ( Благоје Томић, Иван Пудло, Милутин Југовић, Даница Обрадовић, Радмила Николић, Милош Ржаничанин, Зорица Гајић, Ружица Попадић, Јулијана Тутулић) желели су да млађим генерацијама пруже податке о томе како су се школовали њихови очеви, дедови и прадедови и како је школа уназад за преко 100 година пружала писменост, знање и културу.

## Школски часописи
Исте године (1996) школа покреће и свој лист - Весник. То је била изванредна прилика да ученици, а нарочито чланови новинарске и литерарне секције покажу своју креативност. Уређивачки одбор часописа је првенство објављивања давао награђеним литерарним и ликовним радовима, објавују се успеси на такмичењима, интервјуи са ученицима генарације, омиљеним наставницима, занимљивости из школског живота, ученици сами осмишљавају ребусе и укрштенице, део часописа је обавезно био посвећен Бранку Радичевићу, а прате се и значајни јубилеји везани за писце домаће лектире.
Традицију Весника 2012. године наставља школски часопис ЦИЦ. Први број овог часописа посвећен је прослави стодвадесетогодишњице школе, а ове године излази шести број. 

## Школа данас
Данас Основна школа „Бранко Радичевић" има укупно 532 ученика распоређених у 26 одељења (19 одељења у матичној школи са 395 ученика и 7 одељења подручних школа са 137 ученика). У школи ради 26 професора, 4 предметна наставника и 16 учитеља. Школа има своје стручне сараднике: педагога, психолога и логопеда, а од 2010. и педагошког асистента, као и библиотекара. Васпитно образовни рад у школи одвија се у две смене. У школи велика пажња се не поклања само самом наставном процесу већ и ваннаставним активностима.